# Момбаруцо
Момбару̀цо (на италиански: Mombaruzzo; на пиемонтски: Mombaruss, Момбарюс) е село и община в Северна Италия, провинция Асти, регион Пиемонт. Разположено е на 275 m надморска височина. Населението на общината е 1147 души (към 2014 г.).